# 细胞培养

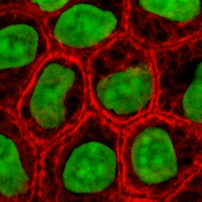
培養中的上皮細胞，圖片經過人工染色，紅色為角蛋白（keratin）、綠色為DNA。

細胞培養（英語：cell culture）是一種现代生物学技術，是將真核生物或原核生物細胞培養在受控制的狀態下，使其生長。這項技術的發展與方法，與組織培養或器官培養關係密切。細胞培養的例行步驟包括解凍細胞、換盤、分盤、換細胞培養液、結凍細胞等步驟。
细胞培养分为两大类：贴壁培养（adherent culture）又称单层培养、悬浮培养（suspension culture）。
最早的實驗室常態性動物細胞培養，始於1950年代。不過早在19世紀，便已經有人提出將活體細胞從原先的組織中分離出來的概念。

## 动物细胞培养
动物细胞培养是从动物机体中取出相关的组织，让它分散成单个细胞，然后放在适宜的培养基中让这些细胞生长和增殖。培养产品一般是细胞产品或细胞分泌物。

### 原理
动物细胞在液体培养基上进行正常的生命活动，并发生有丝分裂进行增殖。

### 培养步骤
- 注：所有步骤应在无菌无毒的超净工作台进行。胰蛋白酶处理时间不宜过长。

1. 取离体的动物组织，器官或细胞，剪碎并加入胰蛋白酶分解成单个细胞，配置形成细胞悬液。
2. 制备动物细胞培养液体培养基（需加入血清，保证无菌无毒），将细胞接种至培养基，放入二氧化碳培养箱中进行初代培养。
3. 当细胞增殖达到一定程度，出现接触抑制现象时，用胰蛋白酶再次处理，并用细胞悬液吹打贴壁生长的细胞。进行细胞计数。
4. 依照计数结果，分瓶培养，进行传代培养。获得细胞系或细胞株。

### 应用
- 培养各种正常或病变的动物细胞，用于生理病理研究。
- 培养动物细胞，用于判断和检测某些物质对于细胞的毒性大小。
- 作为动物基因工程的受体细胞。
- 作为皮肤或器官移植的供体细胞。[3]

## 其他类型细胞培养

### 植物组织培养
植物组织培养指的是在特定条件下用人工手段是植物细胞分裂增殖的生物学技术。

## 外部連結
- 實驗方法-細胞培養(cell culture) （页面存档备份，存于）
- 實驗方法-原代培養(primary culture) （页面存档备份，存于）